# Disphragis multilineata
Disphragis multilineata är en fjärilsart som beskrevs av Paul Dognin 1905. Disphragis multilineata ingår i släktet Disphragis och familjen tandspinnare. Inga underarter finns listade i Catalogue of Life.